# Бопюи (Жер)
Бопюи́ (фр. Beaupuy) — коммуна во Франции, находится в регионе Юг — Пиренеи. Департамент — Жер. Входит в состав кантона Л’Иль-Журден. Округ коммуны — Ош.
Код INSEE коммуны — 32038.

## География
Коммуна расположена приблизительно в 590 км к югу от Парижа, в 36 км западнее Тулузы, в 34 км к востоку от Оша.

## Климат
Климат умеренно-океанический. Лето жаркое и немного дождливое, температура часто превышает 35 °С. Зимой часто бывает отрицательная температура и ночные заморозки. Годовое количество осадков — 700—900 мм.

## Население
Население коммуны на 2010 год составляло 198 человек.
| 1962 | 1968 | 1975 | 1982 | 1990 | 1999 | 2010 |
| ---- | ---- | ---- | ---- | ---- | ---- | ---- |
| 113  | 101  | 91   | 76   | 79   | 104  | 198  |

## Администрация
| Период | Период | Фамилия      | Партия       | Примечания |
| ------ | ------ | ------------ | ------------ | ---------- |
| 2001   | 2008   | Жан Пюжоль   | Разные левые |            |
| 2008   | 2014   | Андре Лусан  |              |            |
| 2014   | 2020   | Лоик Ле Клеш |              |            |

## Экономика
В 2010 году среди 128 человек трудоспособного возраста (15-64 лет) 100 были экономически активными, 28 — неактивными (показатель активности — 78,1 %, в 1999 году было 79,0 %). Из 100 активных жителей работали 96 человек (53 мужчины и 43 женщины), безработных было 4 (0 мужчин и 4 женщины). Среди 28 неактивных 10 человек были учениками или студентами, 10 — пенсионерами, 8 были неактивными по другим причинам.